# Al Khums
Al Khums (tiếng Ả Rập: الخمس ) là một thành phố cảng Địa Trung Hải thuộc quận Al Murgub ở Libya. Từ năm 1983 đến 1995 thành phố là trung tâm hành chính của quận Al Khums.

## Lịch sử
thành phố có nguồn gốc từ thời Phoenician và La Mã và trở thành thủ phủ của tỉnh Africa của La Mã trong thời kỳ trị vì của Hoàng đế Septimius Severus. Xấp xỉ 3 km (2 miles) về phía đông của thành phố cổ La Mã Leptis Magna.